# Gómez de Orozco
Gómez de Orozco är en ort i Mexiko.   Den ligger i kommunen Abasolo och delstaten Guanajuato, i den centrala delen av landet, 280 km väster om huvudstaden Mexico City. Gómez de Orozco ligger 1 695 meter över havet och antalet invånare är 456.
Terrängen runt Gómez de Orozco är platt åt nordväst, men åt sydost är den kuperad. Runt Gómez de Orozco är det ganska tätbefolkat, med 120 invånare per kvadratkilometer. Närmaste större samhälle är Abasolo, 7,4 km söder om Gómez de Orozco. Trakten runt Gómez de Orozco består till största delen av jordbruksmark.